# 哈赖塞霍
哈赖塞霍，是西班牙埃斯特雷马杜拉卡塞雷斯省的一个市镇。总面积178平方公里，总人口642人（2001年），人口密度4人/平方公里。